# Palowice
Palowice (niem. Pallowitz) – wieś w Polsce położona w województwie śląskim, w powiecie rybnickim, w gminie Czerwionka-Leszczyny. Wieś leży historycznie na Górnym Śląsku.
W latach 1954-1972 wieś należała i była siedzibą władz gromady Palowice. W latach 1975–1998 miejscowość administracyjnie należała do województwa katowickiego.
Według danych z 30 czerwca 2011 roku wieś liczyła 1468 mieszkańców.

## Położenie
Wieś leży w dorzeczu Rudy, od południa, wschodu i zachodu okalają ją kompleksy leśne, będące częścią parku krajobrazowego Cysterskie Kompozycje Krajobrazowe Rud Wielkich. Południowe tereny wsi, leżące przy granicy z Żorami i Woszczycami (dzielnicą Orzesza), znane są pod nazwą Pojezierze Palowickie. Znajduje się tam zespół dużych stawów w dolinie potoku Jesionka: Jesionka, Łanuch i Garbocz. Poza tymi największymi, w Palowicach znajduje się także więcej mniejszych stawów.
| SIMC    | Nazwa    | Rodzaj    |
| ------- | -------- | --------- |
| 0214014 | Hochołóg | część wsi |
| 0214037 | Pawłów   | część wsi |

## Historia
Nazwa wsi po raz pierwszy pojawiła się w dokumencie wydanym 25 lutego 1308 r., w którym książę raciborski Leszek przekazał jednemu ze swych poddanych Hochołóg – przysiółek Palowic, resztę wsi zostawiając pod władaniem książęcym. Pierwszym prywatnym właścicielem Palowic został Maciej Osiński, który ok. 1480 r. sprzedał wieś Mikołajowi Skrzytowskiemu. Przez kolejne wieki, wieś niemal co chwilę przechodziła z rąk do rąk. Ostatnimi jej właścicielami (do 1945 r.) była rodzina Thiele-Wincklerów.
Topograficzny opis Górnego Śląska z 1865 roku notuje stosunki ludnościowe na terenie wsi – "Das Dorf besteht aus 70 Haushaltungen mit 313 polnisch Sprechenden(...)." czyli w tłumaczeniu na język polski "Wieś składa się z 70 gospodarstw domowych z 313 [mieszkańcami] mówiącymi po polsku(...)".
We wsi funkcjonowały przystanki kolejowe: Palowice (1884–2001) i Palowice Kolonia (1994–2001).

## Zabytki
Według Narodowego Instytutu Dziedzictwa, we wsi znajdują się następujące zabytki:
- kościół parafialny Trójcy Przenajświętszej – drewniany kościół katolicki z XVII wieku (nr rej.: A/563/66 z 5.02.1966 i A/689/2020 z 27.08.2020[9])
- zespół dworski – składający się z dworku wybudowanego w stylu klasycystycznym w latach 1860-1880 oraz około 1 ha parku z początku XIX wieku[10] (nr rej.: A/133/10 z 15.03.1966)
- Wieża Gichta – pozostałość po hucie szkła Waleska z XIX wieku (nr rej.: A/599/66 z 17.03.1966; obecnie nr rej. A/1015/22[11])

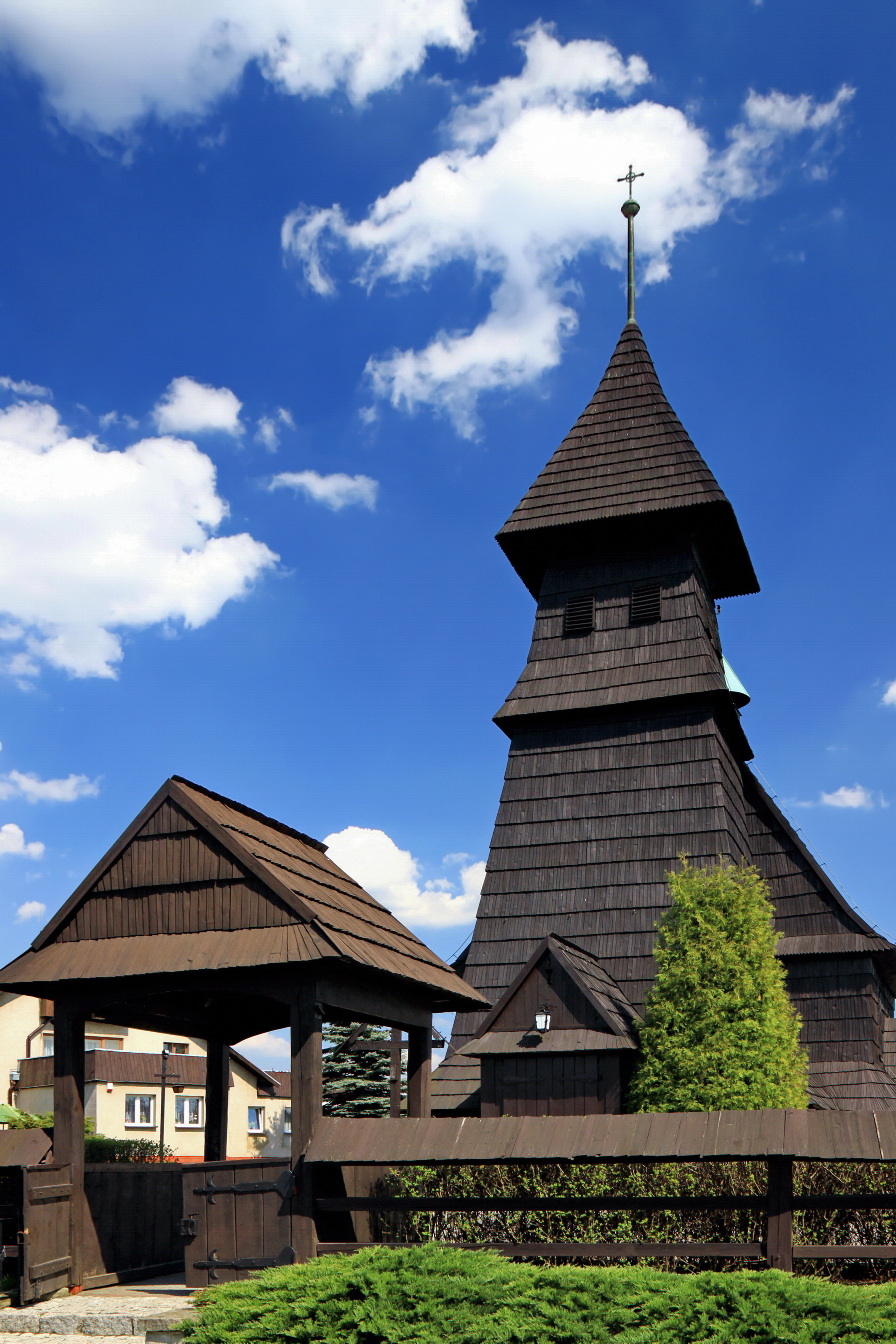
Kościół Trójcy Przenajświętszej
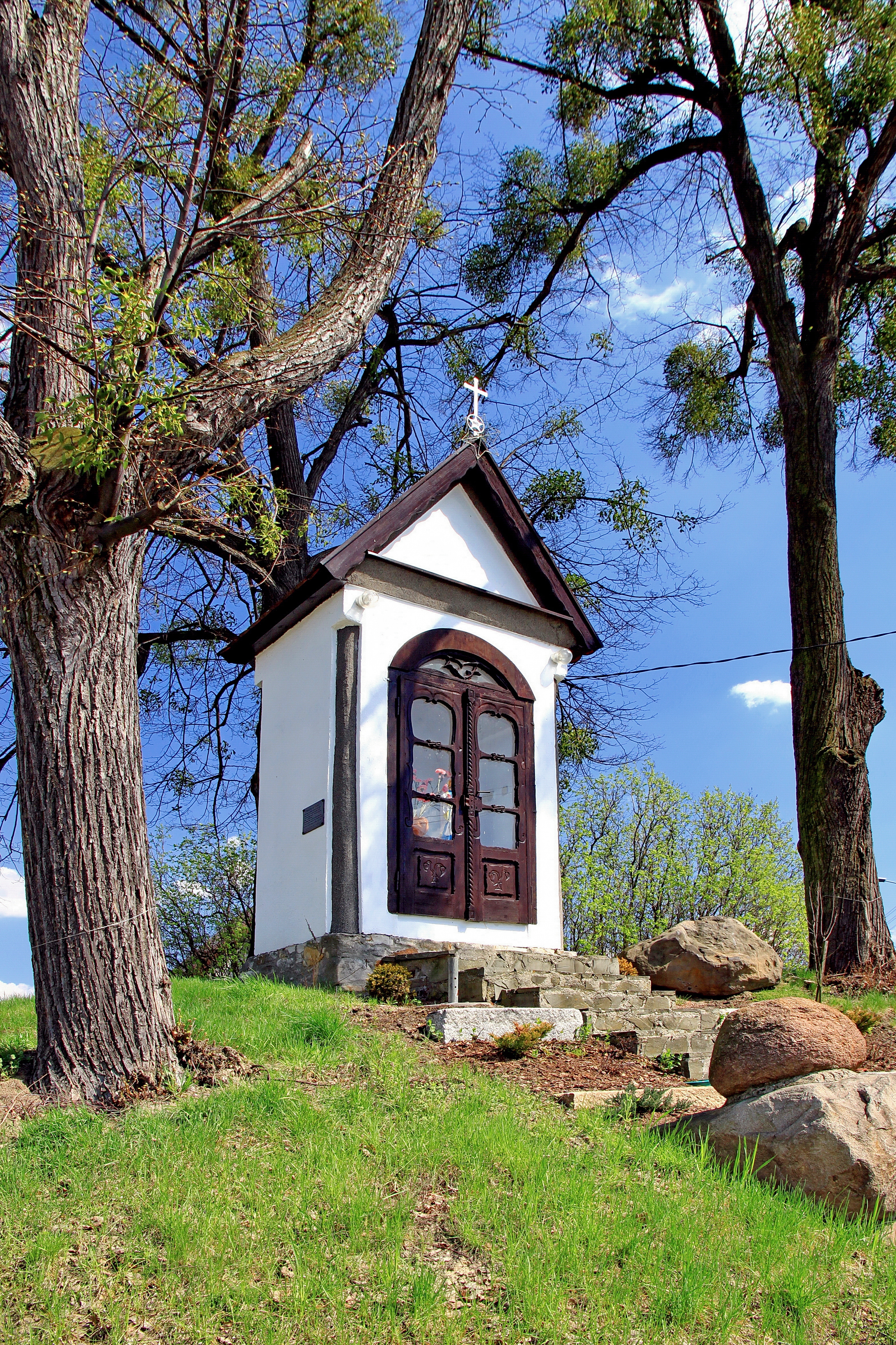
Kaplica św. Floriana
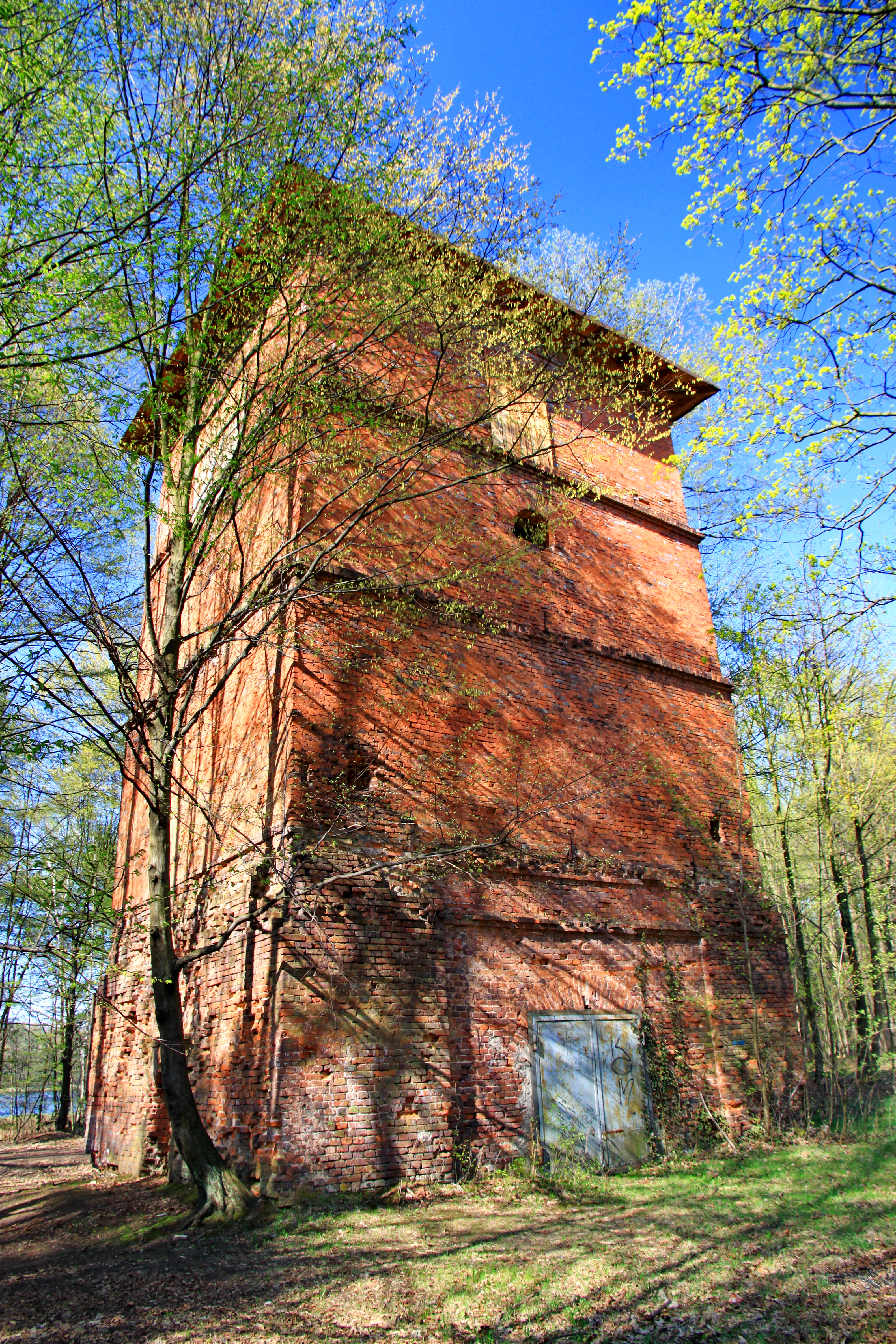
Gichta – ruiny Huty Waleska

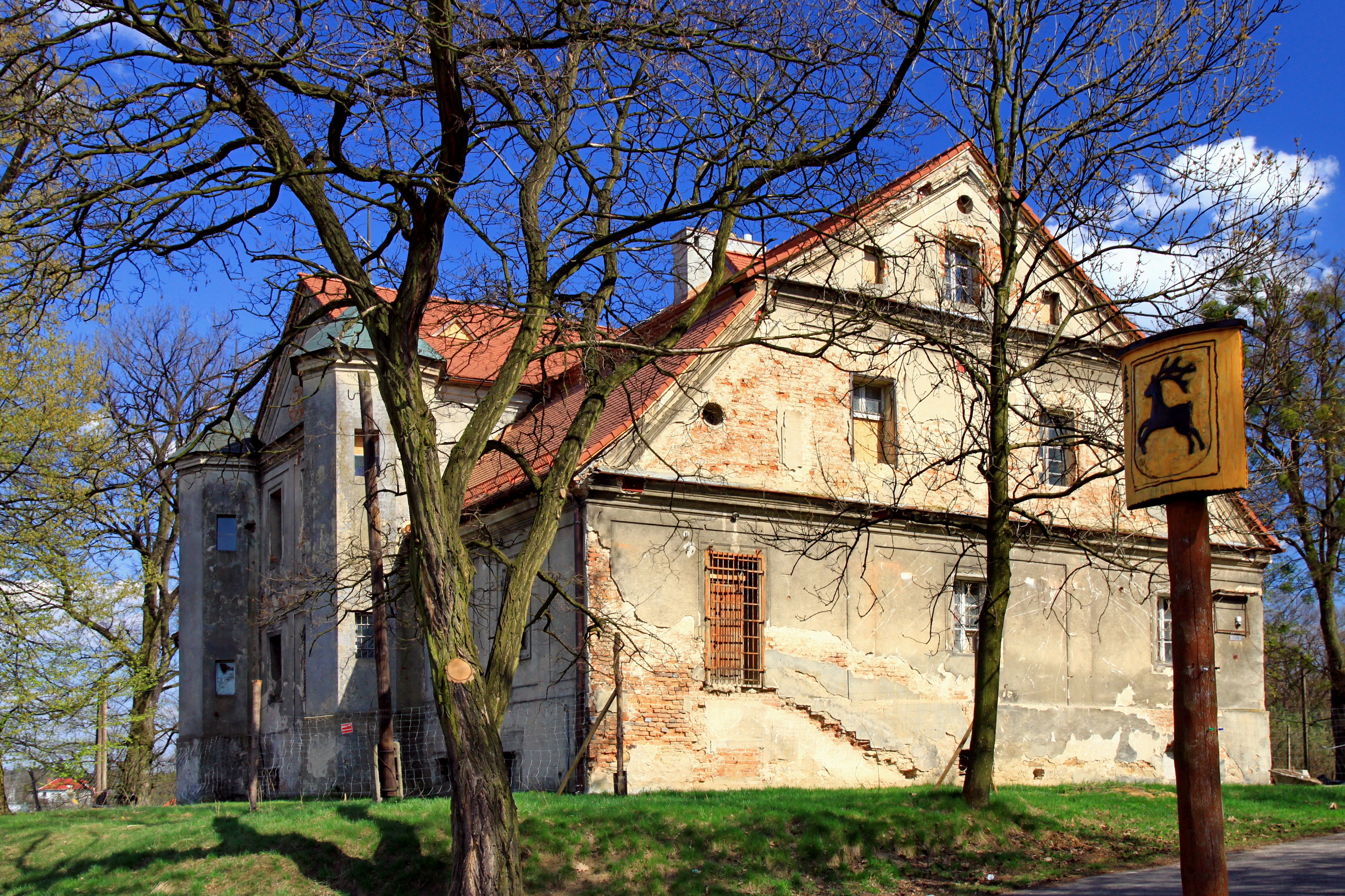
Dwór
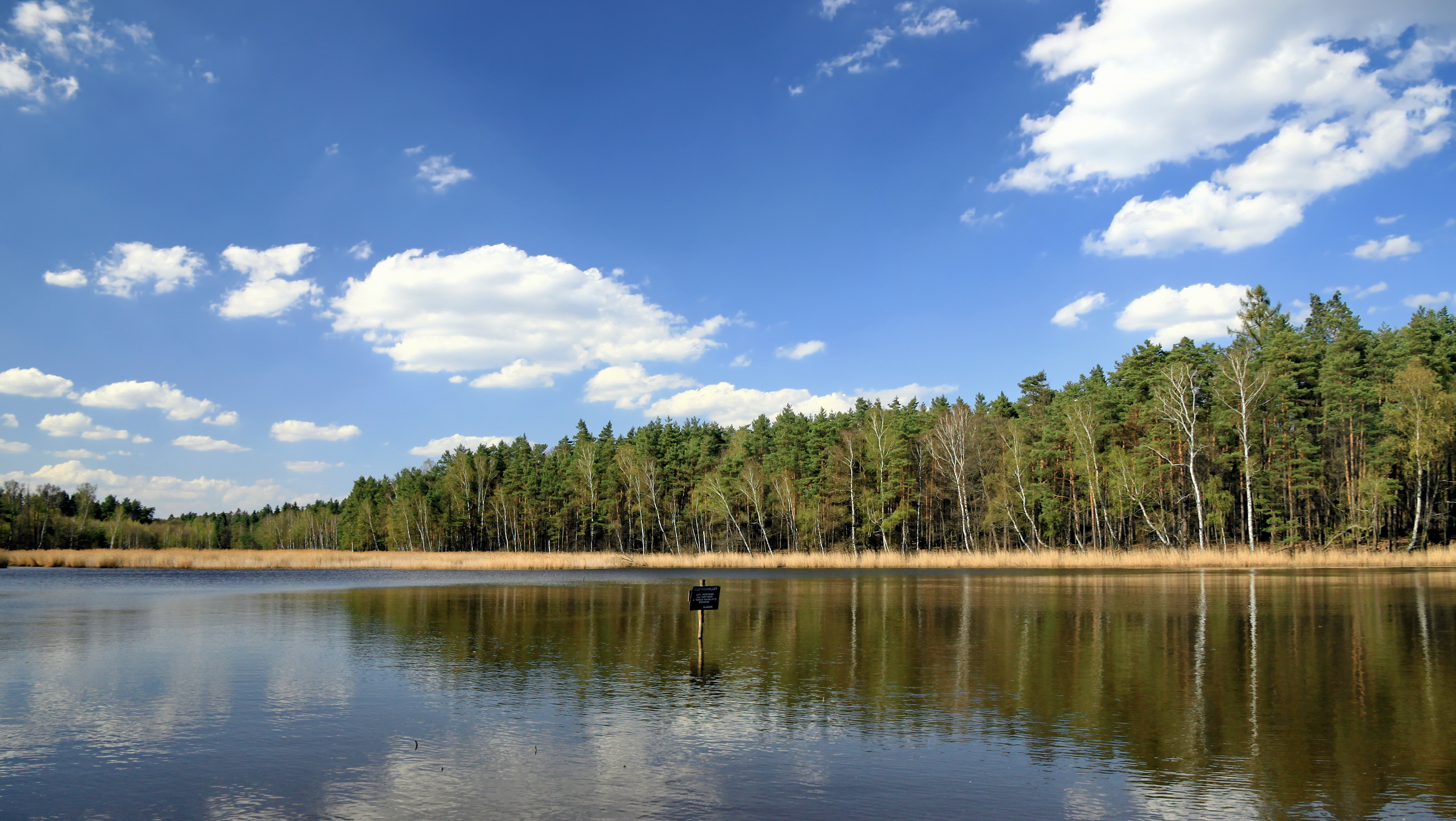
Staw Węglornik
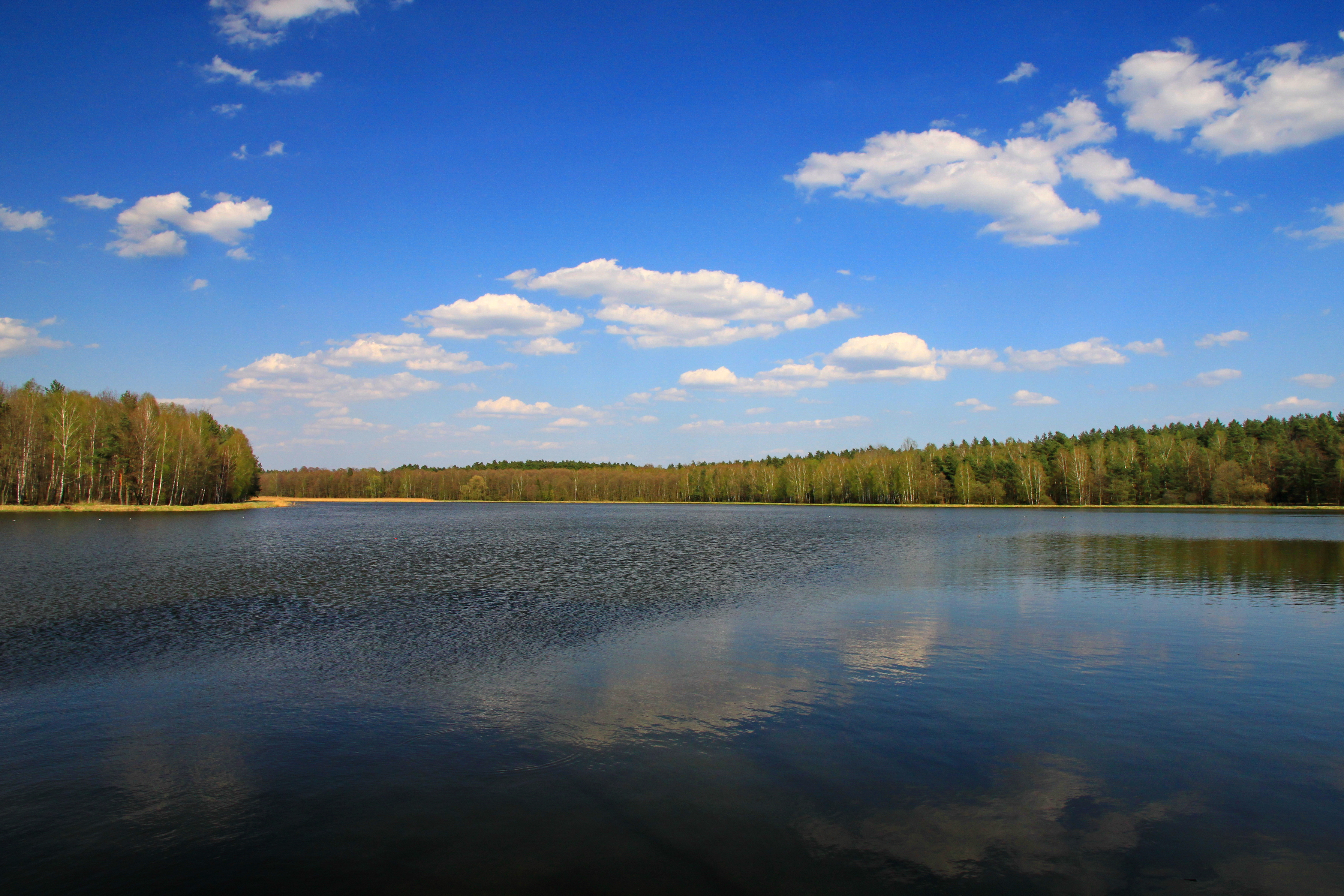
Staw Gichta

## Wspólnoty religijne
Na terenie Palowic działalność duszpasterską prowadzą:
- Kościół rzymskokatolicki (parafia Trójcy Przenajświętszej)[12],
- Kościół Wolnych Chrześcijan (zbór w Palowicach)[13].

## Turystyka
Przez miejscowość przebiegają następujące trasy rowerowe:
- niebieska trasa rowerowa nr 291 – Ornontowice – Woszczyce (18,5 km)
- czerwona trasa rowerowa nr 305 – Palowice – Żory

## Znane osoby związane z Palowicami
- Andrzej Cofalik – sztangista, olimpijczyk